# 独狐
独狐（とっこ）は青森県弘前市の地名。郵便番号は036-8381。

## 地理
中央部を青森県道31号弘前鯵ケ沢線が通り、北は前坂・三世寺、東は中崎、南は元薬師堂、西は富栄に接する。

### 小字
小字として石田・笹元・島田・独狐森・松ケ沢・山辺がある。

## 歴史

### 沿革
- 1889年（明治22年） - 高杉村の大字。
- 1891年（明治24年） - 当時の記録では人口742、戸数126、厩78、学校1であった。
- 1955年（昭和30年） - 弘前市に編入、弘前市の大字になる。

## 世帯数と人口
2017年（平成29年）6月1日現在の世帯数と人口は以下の通りである。
| 大字             | 世帯数  | 人口  |
| ---------------- | ------- | ----- |
| 独狐（小字全域） | 391世帯 | 900人 |

### 地名の由来
定かではないが、かつて修験が当地にいて、仏具"独鈷杵"からきたものといわれている。

## 施設

### 教育
- とっこ保育園

### 福祉
- 聖康会さくら園
- 社会福祉法人伸康会本部
- 伸康会生活支援ハウス観音の里

### 公共
- 独狐農業研修会館

### 行政
- 弘前市役所 高杉出張所

## 小・中学校の学区
市立小・中学校に通う場合、学区は以下の通りとなる。
| 大字 | 番地 | 小学校             | 中学校             |
| ---- | ---- | ------------------ | ------------------ |
| 独狐 | 全域 | 弘前市立高杉小学校 | 弘前市立北辰中学校 |

## 交通
- 弘南バス
  - 南独狐、独狐南口（弘前バスターミナル - 三ツ森線）停留所。
  - 独狐南口、中央独狐、独狐（弘前バスターミナル - 堂ヶ沢・十腰内線）停留所。